# Ozone Park – Lefferts Boulevard (métro de New York)
Ozone Park – Lefferts Boulevard est une station aérienne du métro de New York située dans le quartier de Richmond Hill dans le Queens. Elle constitue l'un des trois terminus sur de la desserte A, et est située sur l'IND Fulton Street Line (métros bleus) qui est issue du réseau de l'ancien Independent Subway System (IND).
Un seul service y circule 24/7 : la desserte A.